# Мартов, Юлий Осипович
Ю́лий О́сипович Ма́ртов (настоящая фамилия Цедерба́ум; 12 [24] ноября 1873, Константинополь, Османская империя — 4 апреля 1923, Шёмберг, Германия) — российский политический деятель, участник революционного движения, один из лидеров меньшевиков (главный лидер «меньшевиков-интернационалистов» в период Первой мировой войны), публицист.

## Ранние годы
Родился в Константинополе в зажиточной еврейской семье. Дед Юлия Осиповича — Александр Осипович Цедербаум — стоял во главе просветительского движения в Одессе в 1850—1860-е годы и в Петербурге в 1870—1880-е годы, был основоположником первых в России еврейских газет и журналов. Отец — Иосиф Александрович (1839—1907) — служил в Русском обществе пароходства и торговли, работал корреспондентом «Петербургских ведомостей» и «Нового времени». Мать рано осталась сиротой и воспитывалась в католическом монастыре в Константинополе, вышла замуж сразу после выхода из монастыря, родила одиннадцать детей, троих похоронила. Двое из трёх братьев ― Сергей (псевдоним «Ежов»), Владимир (псевдоним «Левицкий») и сестра Лидия ― стали известными политическими деятелями.

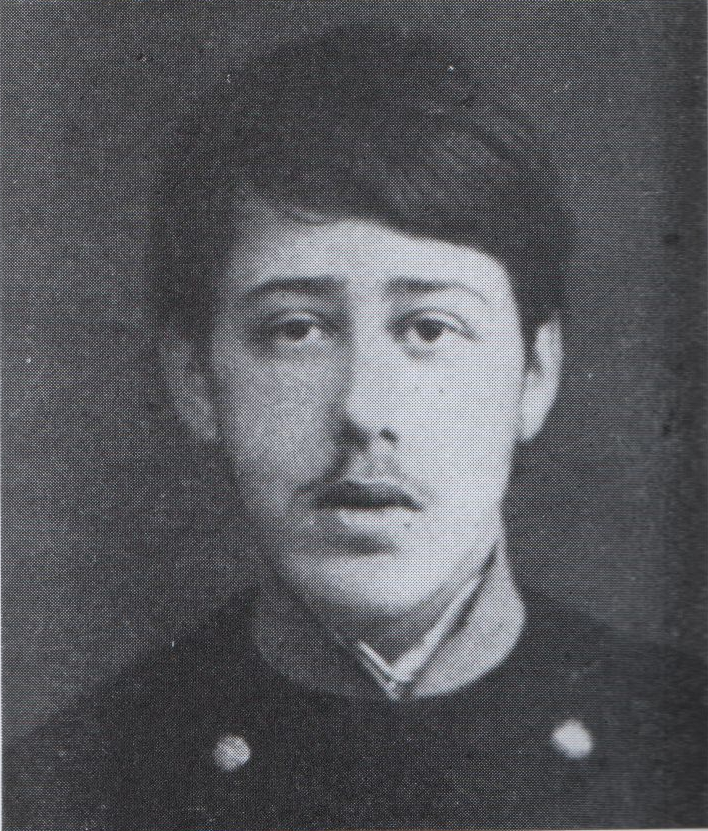
Мартов в 1892 году

C раннего детства хромал. Гувернантка уронила его с небольшой высоты, в результате чего мальчик сломал ногу. О случившемся гувернантка долго никому не рассказывала, из-за чего лечение началось поздно и нога срослась неправильно. Несмотря на длительное лечение, по вспоминаниям его сестры Лидии «он так и остался на всю жизнь хромым, невольно волоча свою больную ногу, сильно сутулясь при ходьбе… Это обстоятельство сыграло, думаю, немаловажную роль в его жизни и во всём его развитии».
Племянница Мартова Юлиана Яхнина вспоминала: «Мама всегда рассказывала мне об удивительной нравственной атмосфере, которая царила в семье. — Показательна даже игра, которую играли старшие дети. Они придумали государство, названное ими Приличенск. И когда кто-то из них совершал какой-нибудь дурной поступок, его укоряли: „В Приличенске так не поступают“».
Османскую империю семья покинула в 1877 году в связи с русско-турецкой войной.
Учился Юлий три года в 7-й гимназии Санкт-Петербурга, один год — в Николаевской Царскосельской гимназии. В 1891 году он окончил Первую Санкт-Петербургскую классическую гимназию и поступил на естественное отделение Физико-математического факультета Санкт-Петербургского университета.
Отец мой, в 1860-х годах переживший увлечение тогдашней молодёжи, остался навеки почитателем Герцена, к которому когда-то ездил в Лондон «на поклон», — писал Мартов в «Записках социал-демократа». — Герцен, Шиллер, то, рассказы о народовольцах — всё вместе заострило к 15-летию моей Жизни мою психологию в сторону мечтаний об освободительной борьбе.

## Политическая деятельность

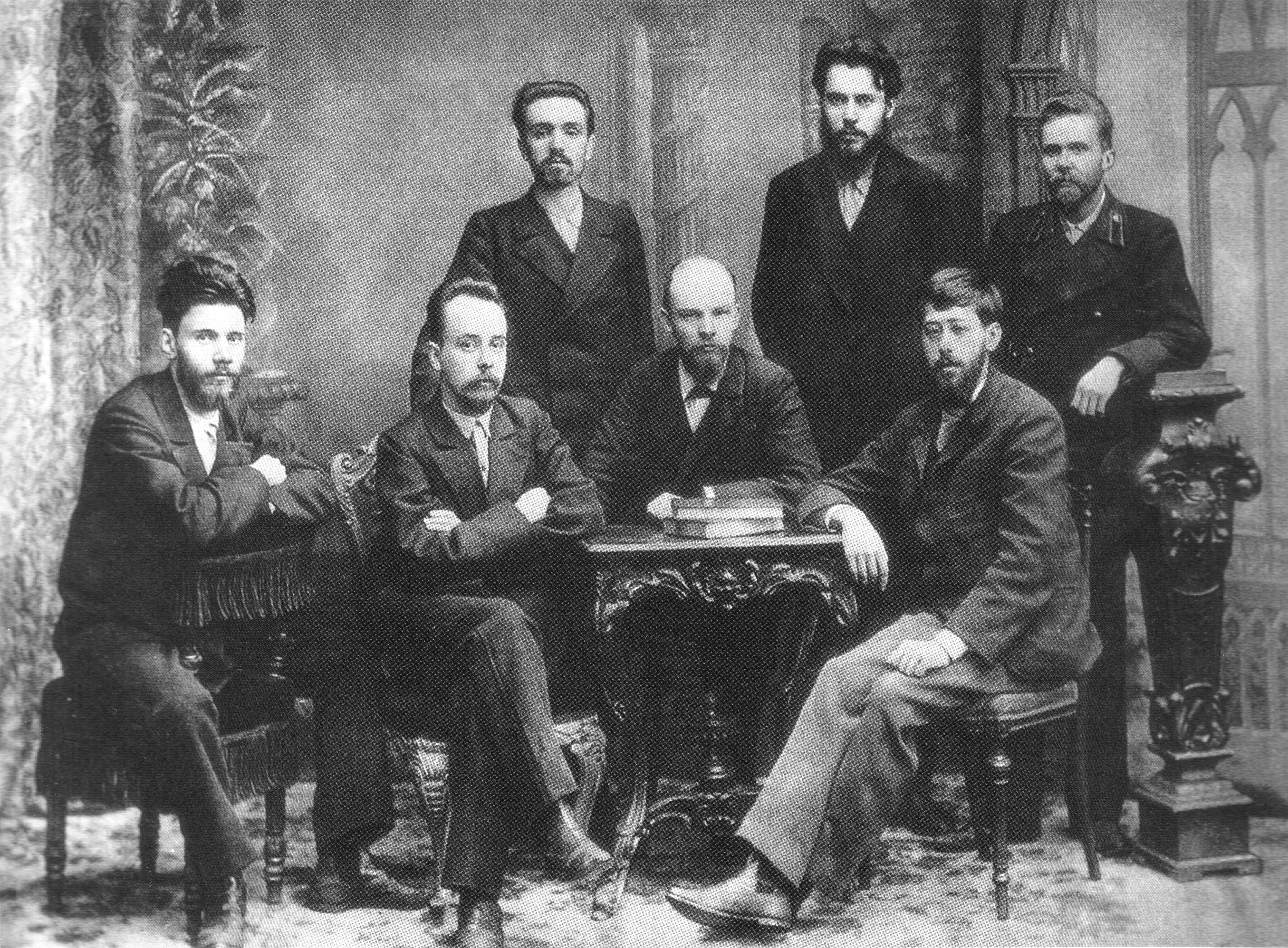
Мартов (сидит, справа) в составе членов Союза борьбы за освобождение рабочего класса (1897)

Уже на первом курсе Петербургского университета создал революционный кружок. В 1892 г. был арестован за распространение нелегальной литературы. Полтора года он находился в Доме предварительного заключения и в «Крестах». Его исключили из университета и летом 1893 г. выслали под гласный надзор полиции в Вильно (ныне Вильнюс). Здесь он принимал участие в деятельности местной социал-демократической организации, в движении за создание Всеобщего еврейского рабочего союза Литвы, Польши и России (с 1897 г. ― Бунд).
После отбытия наказания в 1895 г. вместе с В. И. Лениным был одним из основателей петербургского Союза борьбы за освобождение рабочего класса (название организации придумал Мартов), за что был в 1896 г. вновь арестован и сослан в Туруханск. В 1899 г. Мартов поддержал написанный 17-ю ссыльными «Протест российских социал-демократов» против «Кредо» «Экономистов» Е. Д. Кусковой. Во время пребывания в камере предварительного заключения им была написана первая собственная работа ― «Современная Россия». В ссылке он пишет ещё две работы: «Рабочее дело в России» и «Красное знамя в России».
В январе 1900 г., по окончании сибирской ссылки, Мартов направился в Полтаву, где в апреле того же года участвовал в Псковском совещании, на котором обсуждался вопрос о создании общерусской политической газеты «Искра». Затем заключил «тройственный союз» в поддержку газеты с А. Потресовым и В. Лениным. Он активно работал по подготовке к изданию газеты «Искра» и журнала «Заря», был сотрудником редакции, также привлекал к участию своих соратников и родственников. Будущая жена брата Сергея Цедербаума ― Конкордия Захарова ― стала агентом газеты, через месяц после этого она уехала из Полтавы в Петербург, а оттуда — в Мюнхен. В Германии базировалась редакция газеты с 1901 г. В августе 1901 г. туда приехал Мартов. За границей помимо работы по изданию «Искры», в редакции которой он был по существу самым активным сотрудником, он читал лекции в Высшей русской школе общественных наук в Париже, поддерживал тесный контакт с Лениным.

## Ленинизм и политические взгляды

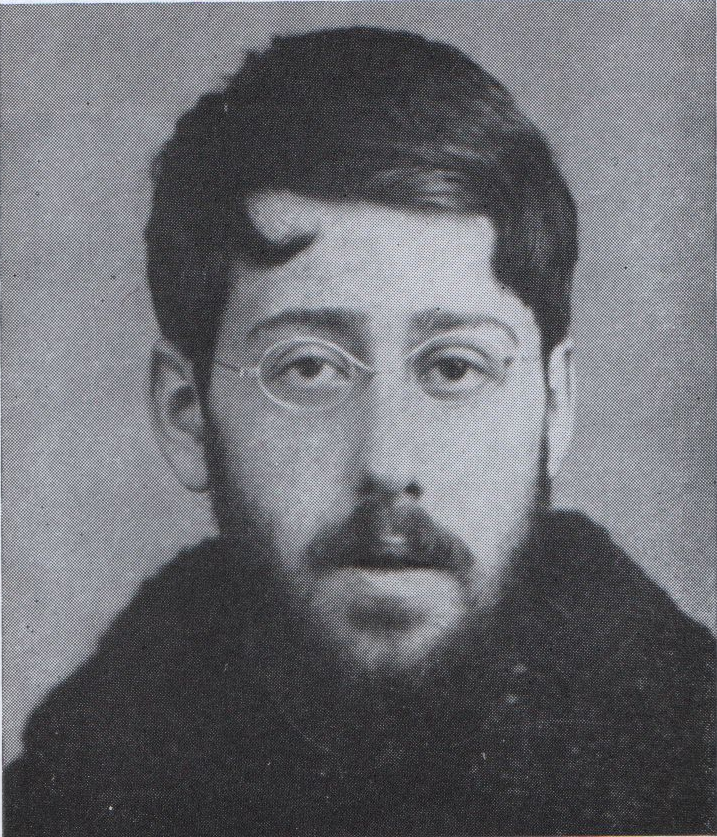
Мартов в 1896 году.

На II съезде РСДРП, который был организован при большом участии Мартова, между ним и Лениным произошёл раскол. Сторонников Ленина стали называть большевиками, а мартовцев — меньшевиками. После съезда Мартов вошёл в бюро меньшевиков и в редакцию новой «Искры». Участвовал в революции 1905, член Петербургского совета. На Женевской конференции меньшевиков (апрель-май 1905 г.) настаивал на выборности всех партийных органов. Что же касается его отношения к Ленину, то в статье «На очереди» впервые для определения взглядов Ленина он ввёл термин «ленинизм».
Вернувшись в октябре 1905 г. в Россию вместе со своим другом и соратником Ф. Даном, Мартов участвовал в работе Петербургского Совета рабочих депутатов, вошёл в Организационный комитет (меньшевистский партийный центр), работал в редакциях газет «Начало» и «Партийные известия». С декабря 1905 г. стал членом ЦК объединённой РСДРП, отвергал тактику бойкота Государственной думы, активно выступал на митингах и собраниях.
В 1906 году он дважды подвергался аресту. В феврале содержался в одиночной камере, затем — под надзором полиции. В июле 1906 г. по решению Особого совещания был приговорён к трёхгодичной ссылке в Нарымский край, которая в сентябре была заменена высылкой за границу.

## Эмиграция
C 1907 года жил в эмиграции, примыкал к сторонникам легальной деятельности РСДРП (так называемым «голосовцам»). В 1907 году он присутствовал на V съезде РСДРП. На Штутгартском конгрессе 2-го Интернационала вместе с Лениным и Розой Люксембург он внёс радикальные поправки в резолюцию об отношении к войне. В 1912 году Мартов участвовал в Августовской конференции социал-демократов в Вене, где выступал с докладом об избирательной тактике. В 1913 году вошёл в Заграничный секретариат Организационного комитета. Сначала жил в Женеве, с 1909 года жил в Париже, в 1915 году переехал в Цюрих.
Во время Первой мировой войны он стоял на интернационалистских позициях (то есть был противником войны), находился на левом фланге меньшевизма (меньшевики-интернационалисты). Работал в редакции парижских газет «Голос» и Наше слово», откуда вышел в марте 1916 года из-за разногласий с Львом Троцким. Участвуя в Циммервальдской (1915) и Кинтальской (1916) конференциях социалистов, Мартов высказывал мнение, что вслед за «империалистической войной» неизбежно наступит период гражданских войн и ликвидации капитализма.

## 1917—1920 годы
После Февральской революции 9 мая вернулся в Россию, так же, как и Ленин, проехав через Германию. Несмотря на огромный авторитет, Мартов сыграл в революции значительно меньшую роль, чем другие меньшевики — И. Г. Церетели, Ф. И. Дан или Н. С. Чхеидзе, хотя вошёл во Временный совет Российской республики, т. н. «Предпарламент». К Октябрьской революции отнёсся отрицательно, ушёл с делегацией меньшевиков со II съезда Советов. Выступал против ограничения большевиками свободы слова, против арестов видных деятелей (не только меньшевиков и эсеров, но также буржуазных партий и беспартийных). Осудил разгон Учредительного собрания.
В марте 1918 года Мартов переехал в Москву, где находился ЦК РСДРП, и возглавил редакцию газеты «Вперёд», с помощью которой пытался отстаивать демократию. Он опубликовал разоблачающие И. Сталина материалы об участии того в экспроприациях 1906—1907 гг. и исключении его из партии через несколько лет. Сталин решительно отрицал факт исключения его из партийной организации. Ленин в своё время писал о Мартове: «У каждого насекомого своё оружие борьбы: есть насекомые, борющиеся выделением вонючей жидкости». Сталин подал на Мартова в суд за клевету, процесс окончился «общественным порицанием» Мартову.
В книге британского историка Саймона Себаг-Монтефиоре «Молодой Сталин» об этом рассказывается так: «Юлий Мартов опубликовал в 1918 году статью, в которой писал, что Сталин не имеет права занимать правительственные посты, так как был исключён из партии в 1907 году. Тогда выяснилось, что Сталин действительно был исключён из партии, но не ЦК, а низовой организацией Тифлиса. Сталин утверждал, что это исключение незаконно, поскольку и в Тифлисе, и в Баку организации РСДРП контролировались меньшевиками».

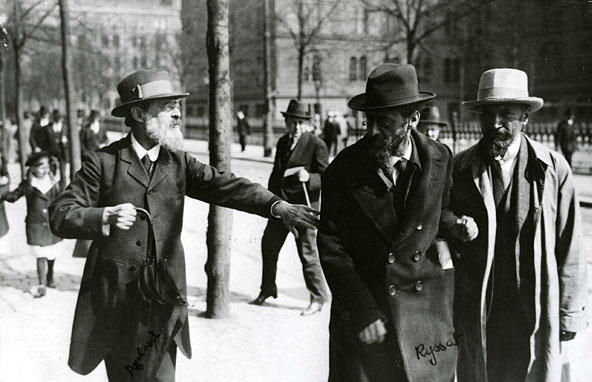
Слева направо: Павел Аксельрод, Юлий Цедербаум, Александр Мартынов 16 мая 1917 г.

Мартов выступал против заключения мирного договора России с Германией. В мае 1918 г. был делегатом Всероссийского совещания меньшевиков. 14 июня 1918 г. его исключили из состава ВЦИК вместе с рядом других меньшевиков по обвинению в содействии контрреволюции, в поддержке белочехов, участии в антисоветских правительствах, образовавшихся на востоке страны, в организации восстаний против Советской власти.
В конце 1918 года он всё же пришёл к выводу о необходимости принять «Советский строй как факт действительности», по-прежнему требуя его демократизации. Он был одним из авторов платформы РСДРП меньшевиков «Что делать?», требовавшей от Советской власти демократизации политического строя, отказа от национализации значительной части промышленности, изменения аграрной и продовольственной политики.
Исходя из того, что большевистская диктатура опирается на симпатии народных масс, Мартов полагал, что следует отказаться от действий, которые могут привести к расколу внутри рабочего класса и тем самым сыграть на руку контрреволюции. Так родилась его тактика «соглашения-борьбы» с большевистской властью в рамках советской конституции, не сразу и не без сопротивления принятая потом большинством меньшевиков.
Тем не менее Мартов резко осудил расстрел царской семьи и расстрел четырёх великих князей в январе 1919 года.
C 1919 года член ВЦИК, в 1919—1920 годах — депутат МосСовета. Летом 1919 года был избран действительным членом Социалистической академии, в 1920 году редактировал сборник «Оборона революции и социал-демократия».

## Поздние годы жизни
В сентябре 1920, будучи смертельно болен туберкулёзом, эмигрировал. В Германии к нему присоединился высланный из России Ф. И. Дан, и их работа продолжалась в Заграничном бюро ЦК меньшевиков. Сразу после приезда в Берлин Мартов с согласия ЦК партии основал журнал «Социалистический вестник», и его статьи регулярно печатались на страницах этого журнала. Всего вышло в свет 45 его статей и заметок, в которых он старался понять и объяснить большевизм, в котором видел «потребительский коммунизм». Впоследствии «Социалистический вестник» стал центральным органом партии (главный редактор Соломон Шварц), во многом определял политическую линию ЦК меньшевиков. Вокруг журнала сформировался эмигрантский партийный центр РСДРП, получивший название Заграничная делегация.
П. Б. Аксельрод упрекал Мартова в «огромном несоответствии» противоречия между его «принципиальной оценкой исторического значения большевизма» и той, «в сущности, не просто оппозицией, а войной», которую меньшевистская партия, ведомая тем же Мартовым, вела против большевистской диктатуры, Аксельрод писал: «…Если большевики и только они выполняют у нас надлежащим образом исторические задачи революции, как якобинцы в своё время во Франции, то борьба наша против них по существу контрреволюционна. Наша прямая обязанность, наш революционный долг — вступить в их ряды, и если уже делать оппозицию, то крайне осторожную, частичную и, разумеется, благожелательную».

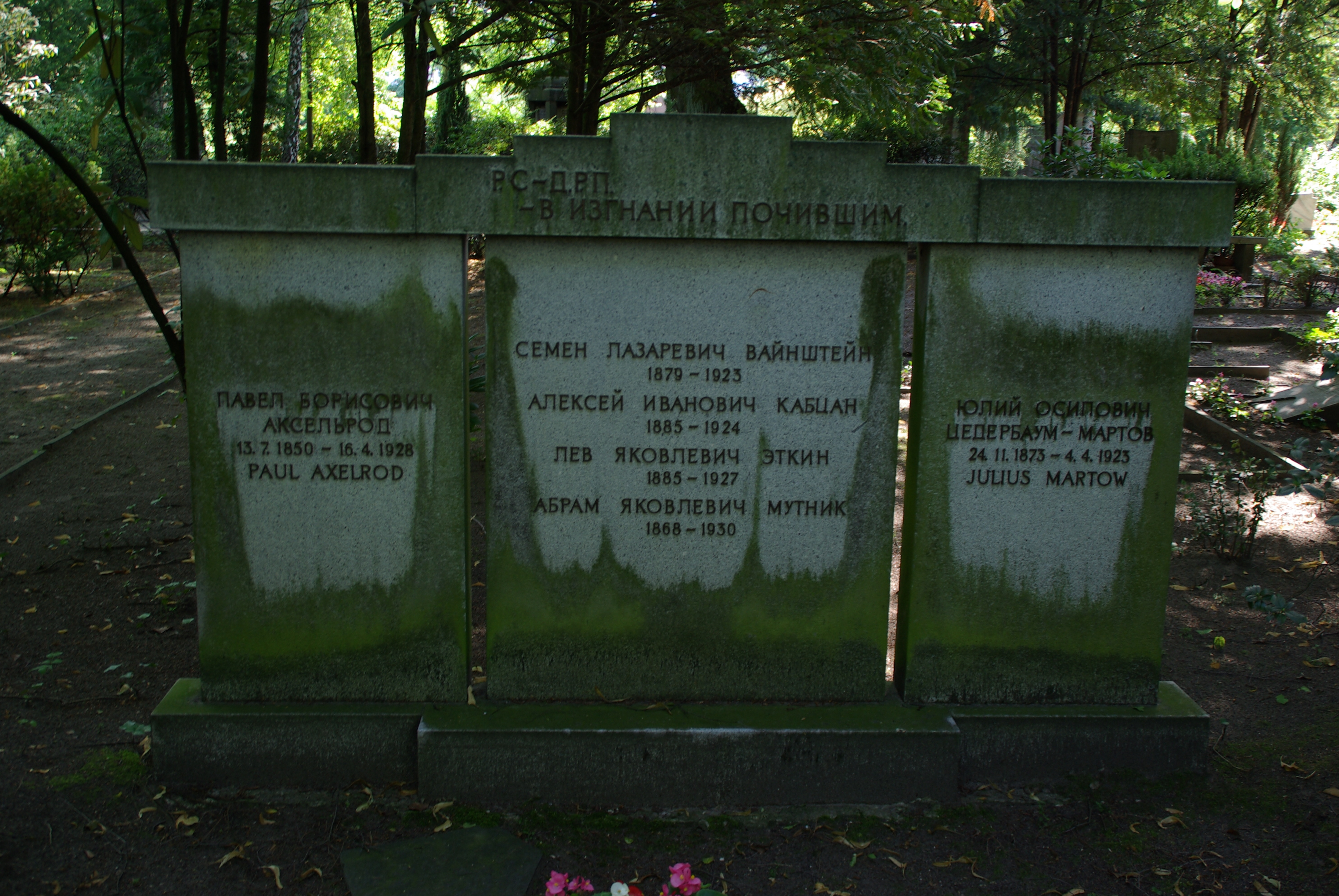
Могила Юлия Мартова в колумбарии на Герихтштрассе в Берлине

В октябре 1920 г. по просьбе Мартова, который не мог говорить из-за обострения болезни, была обнародована его речь «Проблемы Интернационала и русская революция». В ней он впервые рассказал о своей позиции по поводу положения в Советской России. Критикуя политику большевиков, Мартов считал наилучшим проявлением международной солидарности по отношению к русской революции защиту мирового рабочего движения. Это заявление было основано на анализе экономической ситуации в России, которая характеризовалась полным хозяйственным развалом и отсутствием правовых гарантий и гражданских свобод. К 1921 г. в партии меньшевиков сложилось два центра: ЦК и Заграничная делегация. В местных партийных организациях в России в этот период усилилось влияние правого крыла партии, что нашло отражение в решениях Августовской Всероссийской конференции РСДРП 1921 г. Делегаты согласились с тезисом Мартова о необходимости соглашения между пролетариатом и крестьянством, высказывались за первоочередное предоставление демократических свобод только «трудящимся классам». В 1922 г. Мартов при помощи М. Горького пытался предотвратить расправу над правыми эсерами в России. Принял большое участие в создании «2½-го Интернационала».
Юлий Осипович умер в одном из санаториев Шварцвальда 4 апреля 1923 г. После смерти он был кремирован и похоронен в присутствии М. Горького в колумбарии на Герихтштрассе в берлинском районе Веддинг.

## Семья
Активное участие в революционном движении приняли также его братья и сестры:
- Кранихфельд, Надежда Осиповна (1875—1923) — деятель меньшевистского движения, мать А. С. Кранихфельда.
- Дан, Лидия Осиповна (1878—1963) — деятель меньшевистского движения, член Заграничной делегации РСДРП, жена Ф. И. Дана.
- Цедербаум, Сергей Осипович (1879—1939), псевдоним Ежов — деятель меньшевистского движения, расстрелян. Его внучка Тамара Юльевна Попова публиковала в 1990-е годы материалы о родственниках Мартова в СССР.
- Цедербаум, Владимир Осипович (1883—1938), псевдоним Левицкий — деятель меньшевистского движения, расстрелян. Отец историка Е. В. Гутновой и дед архитектора А. Э. Гутнова.
- Яхнина, Евгения Осиповна (1892—1979) — проживала в Москве. Её дочь, переводчик Юлианна Яхнина скончалась в Москве в 2004 году.

Двоюродный племянник:
- Хородчинский, Виктор Федорович (1913—1937) — поэт, социал-демократ, расстрелян.

## Киновоплощения
- Олег Ефремов («Поимённое голосование», 1967, из цикла «Штрихи к портрету В. И. Ленина»)
- Стефен Грейф (Николай и Александра, 1971)
- Меер Голдовский («Надежда», 1973)
- Эдвард Вильсон / Edward Wilson («Падение орлов», 1974)
- Аркадий Шалолашвили («20 декабря», 1981)
- Вольфганг Гассер («Ленин. Поезд», 1988)
- Евгений Дворжецкий («Раскол», 1993)

## Сочинения
- Мартов Л. Современная Россия. — Женева: Союз русских социал-демократов, 1898. — 66 с.
- Мартов Л. Красное знамя в России: Очерк истории русского рабочего движения / С предисл. П. Аксельрода. — Женева: Революционная организация «Социал-демократ», 1900. — 64 с.
- Мартов Л. Подарок русским крестьянам и рабочим. — С-Пб., 1906.
- Мартов Л. Политические партии в России. — СПб.: Новый мир, 1906. — 32 с.
- Мартов Л. Механика хозяйственного строя. — Саратов: Возрождение, 1917. — 24 с.
- Мартов Л. Мировой большевизм / С предисл. Ф. Дана. — Берлин: Искра, 1923. — 110 с.
- Мартов Л. История российской социал-демократии. [Период 1898—1907 г.] / Послесл. к 2-му изд.: В. Ежов. — 3-е изд. — Петроград ; Москва : Книга, 1923. — 214, [1] с.
- Мартов Ю. О. Письма 1916—1922 / Ред.—сост. Ю. Г. Фельштинский. — Benson: Chalidze Publications, 1990. — 328 с.
- Мартов Ю. О. Избранное / Подгот. текста и коммент. Д. Б. Павлов, В. Л. Телицын. — М.: [Б./и.], 2000. — 644 с.
- Мартов Ю. О. Записки социал-демократа / Сост. П. Ю. Савельев. — М.: РОССПЭН, 2004. — 544 с.
- Мартов Ю. О., Потресов А. Н. Письма 1898—1913. — М.: Собрание, 2007. — 464 с. — ISBN 978-5-9606-0032-3.